# 에티오피아 황제 목록
다음은 에티오피아의 역대 황제 목록이다.

## 역대 황제
| 재위 기간                          | 초명                  | 왕명                                 | 비고 |
| ---------------------------------- | --------------------- | ------------------------------------ | --- |
| 자그웨 왕조                        |                       |                                      | |
|                                    | 마라 타클라 하마노트  |                                      | |
| 타타딤                             |                       |                                      | |
| 잔 세윰                            |                       |                                      | |
| 제르마 세윰                        |                       |                                      | |
| 예르메하나 크레스토스              |                       |                                      | |
| 케두스 하르베                      |                       |                                      | |
| 게브라 마스칼 라리베라             |                       |                                      | |
| 나쿠에토 라브                      |                       |                                      | |
| 예트바라크                         |                       |                                      | |
| 마이라리                           |                       |                                      | |
| 하르바이                           |                       |                                      | |
| 솔로몬 왕조                        |                       |                                      | |
| 1270년~1285년                      | 예쿠노 암라크         | 타스파 이야수스                      | |
| 1285년~1294년                      | 야그베우 세욘         | 살로몬 1세                           | |
| 1294년~1295년                      | 센파 아레드 4세       |                                      | |
| 1295년~1296년                      | 헤즈바 아스가드       |                                      | |
| 1296년~1297년                      | 케드마 아스가드       |                                      | |
| 1297년~1298년                      | 진 아스가드           |                                      | |
| 1298년~1299년                      | 사바 아스가드         |                                      | |
| 1299년~1314년                      | 웨뎀 아라드           |                                      | |
| 1314년~1344년                      | 암다 세욘 1세         | 가브라 마스칼 1세                    | |
| 1344년~1372년                      | 네와야 크레스토스     | 사이파 아레드                        | |
| 1372년~1382년                      | 네와야 마르얌         | '웨뎀 아스파레' 또는 '겜마 아스파레' | |
| 1382년~1413년                      | 다위트 1세            |                                      | |
| 1413년~1414년                      | 테워드로스 1세        | 왈다 암바사                          | 약 9개월간 재위 |
| 1414년~1429년                      | 예샤크 1세            | 가브라 마스칼 2세                    | |
| 1429년~1430년                      | 안드레야스            |                                      | 약 4~6개월간 재위 |
| 1430년~1433년                      | 타클라 마르얌         | 헤즈바 난                            | |
| 1433년                             | 사르예 이야수스       | 메흐레카 난                          | |
| 1433년~1434년                      | 암다 이야수스         | 바델 난                              | 약 8개월간 재위 |
| 1434년~1468년                      | 자라 야콥             | 쿠에스탄티노스 1세                   | |
| 1468년~1478년                      | 바에다 마르얌 1세     |                                      | |
| 1478년~1494년                      | 에스켄데르            | 케스탄티노스 1세                     | |
| 1494년                             | 암다 세욘 2세         |                                      | 약 2개월간 재위 |
| 1494년~1508년                      | 나오드                |                                      | |
| 1508년~1540년                      | 다위트 2세            | 레브나 뎅겔                          | |
| 1540년 9월 3일~1559년 3월 23일     | 겔라우데워스          | 아스나프 사가드 1세                  | |
| 1559년~1563년                      | 메나스                | 아드마스 사가드 1세                  | |
| 1563년~1597년                      | 사르사 뎅겔           | 마라크 사가드 1세                    | |
| 1597년~1603년                      | 야쿱                  | 마라크 사가드 2세                    | |
| 1603년~1604년                      | 자 뎅겔               | 아스나프 사가드 2세                  | |
| 1604년~1606년                      | 야쿱 1세              | 마라크 사가드 2세                    | 복위 |
| 1606년~1632년                      | 수세니요스            | 마라크 사가드 3세                    | 1608년 3월 18일에 즉위식 거행 |
| 1632년~1667년                      | 파실리데스            | 아람 사가드                          | |
| 1667년~1682년                      | 요하니스 1세          | 아이라크 사가드                      | |
| 1682년 7월 19일~1706년 10월 13일   | 이야수 1세            | 아디얌 사가드 2세                    | |
| 1706년 3월 27일~1708년 6월 30일    | 테크레 하이마노트 1세 | 레알 사가드                          | |
| 1708년 7월 1일~1711년 10월 14일    | 테워프로스            | 왈다 암바사                          | |
| 1711년 10월 14일~1716년 2월 19일   | 요스토스              | 사하이 사가드                        | 그는 솔로몬 왕가 출신이 아니다. 테워프로스 황제를 폐위시키고 나서 황제가 되었다.                                                                                                  |
| 1716년 2월 8일~1721년 5월 18일     | 다위트 3세            | 아다바르 사가드                      | |
| 1721년 5월 18일~1730년             | 바카파                | '아스마 사가드' 또는 '마시 바가드'   | |
| 1730년 9월 19일~1755년 6월 26일    | 이야수 2세            | 알렘 사가드                          | |
| 공주들의 시대                      |                       |                                      | |
| 1755년 6월 26일~1769년 5월 7일     | 이오아스              | 아드얌 사가드                        | |
| 1769년 5월 7일~10월 18일           | 요하니스 2세          |                                      | |
| 1769년 10월 18일~1770년 6월        | 테클레 하이마노트 2세 | 아드마스 사가드 3세                  | |
| 1770년 6월~12월                    | 수세니요스 2세        |                                      | |
| 1769년 10월 18일~1777년 4월 13일   | 테크레 하이마노트 2세 | 아드마스 사가드 3세                  | 복위 |
| 1777년 4월 13일~1779년 7월 20일    | 살로몬 2세            |                                      | |
| 1779년 7월 20일~1784년 2월 8일     | 테크레 기오르지스 1세 |                                      | |
| 1784년 2월 16일~1788년 4월 24일    | 이야수 3세            |                                      | |
| 1788년 4월 24일~1789년 7월 26일    | 테크레 기오르지스 1세 |                                      | 복위 |
| 1789년 7월 26일~1794년 1월         | 헤즈케야스            |                                      | |
| 1794년 1월~1795년 4월 15일         | 테크레 기오르지스 1세 |                                      | 복위 |
| 1795년 4월 15일~12월               | 바에다 마르얌 2세     |                                      | |
| 1795년 12월~1796년 5월 20일        | 테크레 기오르지스 1세 |                                      | 복위 |
| 1796년 5월 20일~1797년 7월 15일    | 살로몬 3세            |                                      | |
| 1797년 8월 18일~1798년 1월 4일     | 요나스                |                                      | |
| 1798년 1월 4일~1799년 5월 20일     | 테크레 기오르지스 1세 |                                      | 복위 |
| 1799년 5월 20일~1799년 7월 15일    | 살로몬 3세            |                                      | 복위 |
| 1799년, 7월 25일~1800년 3월 24일   | 데메트로스            |                                      | |
| 1800년 3월 24일 - 6월              | 테클레 기오르지스 1세 |                                      | 복위 |
| 1800년 6월~1801년 6월              | 데메트로스            |                                      | 복위 |
| 1801년 6월~1818년 6월 3일          | 에그왈레 세욘         |                                      | |
| 1918년 6월 19일~1821년 6월 3일     | 이요아스 2세          |                                      | |
| 1821년 6월 3일~1826년 4월          | 기자르                |                                      | |
| 1826년 4월                         | 바에다 마르얌 3세     |                                      | |
| 1826년 4월~1830년 6월 18일         | 기자르                |                                      | 복위 |
| 1830년 6월 18일~1832년 3월 18일    | 이야수 4세            |                                      | |
| 1832년 3월 18일~1832년             | 개브레 크레스토스     |                                      | |
| 1832년                             | 하일레 뎅겔           |                                      | |
| 1832년~1832년 6월 8일              | 게브레 크레스토스     |                                      | 복위 |
| 1832년 10월~1840년 8월 29일        | 하일레 뎅겔           |                                      | 복위 |
| 1840년 8월 30일~1841년 1월         | 요하니스 3세          |                                      | |
| 1841년 8월 30일~1845년             | 하일레 뎅겔           |                                      | 복위 |
| 1845년                             | 요하네스 3세          |                                      | 복위 |
| 1845년~1850년                      | 하일레 뎅겔           |                                      | 복위 |
| 1850년~1851년                      | 요하네스 3세          |                                      | 복위 |
| 1851년~1855년 2월 11일             | 하일레 뎅겔           |                                      | 복위 |
| 테워드로스 왕조                    |                       |                                      | |
| 1855년 2월 9일~1868년 4월 13일     | 카세 하이루           | 테워드로스 2세                       | 대관식은 1855년 2월 11일에 있었다. |
| 자그웨 왕조                        |                       |                                      | |
| 1868년 6월 11일~1871년 7월 11일    | 와그슈 고베제         | 테크레 기오르지스 2세                | |
| 티그레 왕조                        |                       |                                      | |
| 1871년 7월 11일~1889년 3월 10일    | 카사 메르차           | 요하니스 4세                         | 대관식은 1872년 1월 12일에 있었다. 그는 1889년에 있었던 메테마 전투에서 전사했다.                                                                                                 |
| 솔로몬 왕조                        |                       |                                      | |
| 1889년 3월 10일~1913년 12월 12일   | 하일레 마르얌         | 메넬리크 2세                         | 쇼아의 마지막 왕이자 에티오피아 근대화의 선구자. 대관식은 1889년 11월 3일에 있었다.                                                                                               |
| 1913년 12월 12일~1916년 9월 27일   | 리즈 키프레 야쿱      | 이야수 5세                           | 그는 대관식을 치르지 않았다. 왜냐하면 에티오피아 국민들이 신앙으로 믿고 있는 에티오피아 정교회를 배교하였기 때문이다. 더욱이, 그는 이슬람교로 개종하여 국민들의 원성을 많이 샀다. |
| 1916년 9월 27일~1930년 4월 2일     | 아스카라 마르얌       | 자우디투                             | 여제 |
| 1930년 4월 2일~1936년 5월 2일      | 타파리 마코넨         | 하일레 셀라시에 1세                  | 대관식은 1930년 11월 2일에 거행되었음. |
| 사보이아 왕조                      |                       |                                      | |
| 1936년 5월 9일~1941년 5월 5일      | 사보이아 왕가 출신    | 비토리오 에마누엘레 1세              | 알바니아 국왕 겸임. |
| 솔로몬 왕조                        |                       |                                      | |
| 1941년 5월 5일 to 1974년 9월 12일  | 타파리 마코넨         | 하일레 셀라시에 1세                  | 1941년 복위. 1974년 멩기스투에 의한 군사 쿠데타로 폐위, 이듬해 암살됨. |
| 1974년 9월 12일 to 1975년 3월 21일 |                       | 암하 셀라시에                        | 군부정권에 의해 에티오피아의 왕으로 선언됨, 1975년 3월 21일 데르그에 의한 제정 폐지                                                                                               |

## 같이 보기
- 에티오피아 황제
- 에티오피아의 총리
- 제라 셀라시에
- 에티오피아의 역사